# Halichoeres melanurus
 Halichoeres melanurus és una espècie de peix de la família dels làbrids i de l'ordre dels perciformes.

## Morfologia
Els mascles poden assolir els 12 cm de longitud total.

## Distribució geogràfica
Es troba des del Japó fins a la Gran Barrera de Corall, Samoa i Tonga. És substituït per Halichoeres vrolikii a l'oceà Índic.